# Kennedy (Alabama)
Kennedy – miasto w Stanach Zjednoczonych, w stanie Alabama, w hrabstwie Lamar. W roku 2023 miasto zamieszkiwało 427 osób, a gęstość zaludnienia wynosiła 53,4 osoby/km².